# 쩡진롄
쩡진롄(중국어 간체자: 曾金莲, 정체자: 曾金蓮, 병음: Zēng Jīnlián, 1964년 6월 25일 ~ 1982년 2월 13일)은 기네스북 선정 인류 역사상 세계 여성 최장신이며, 중국 역사상 최장신이다. 키가 248.3cm로 역대 여성 중 가장 큰 것으로 알려져 있으며, 심각한 척추의 변형으로 똑바로 서있을 수가 없었다고 한다. 결국 1982년 2월 13일, 17세의 젊은 나이로 사망하였다.

## 같이 보기
- 로버트 워들로
- 술탄 쾨센